# أوبركوماندو دير لوفتفافه
أوبركوماندو دير لوفتفافه، تُترجم إلى القيادة العليا للقوات الجوية، كانت القيادة العليا لوفتفافه.

## التاريخ
تم تنظيم لوفتفافه في هيكل كبير ومتنوع بقيادة وزير الرايخ ((بالألمانية: Reichsminister)‏ القائد الأعلى للوفتفافه ((بالألمانية: Oberbefehlshaber der Luftwaffe)‏ هيرمان غورينج. سيطر جورينج من خلال وزارة طيران الرايخ على جميع جوانب الطيران في ألمانيا بما في ذلك الطيران المدني والعسكري. كان تنظيم هذه المنظمة من فترة وقت السلم التي يعود تاريخها إلى المشاركة في الحرب الأهلية الإسبانية.
في أوائل عام 1937، أعلن غورينج عن إعادة تنظيم وزارة طيران الرايخ في فروع عسكرية ومدنية. كان من المقرر أن يرأس الفرع العسكري أوبركوماندو دير لوفتفافه (مقر القيادة العليا للقوات الجوية). سيكون رئيس يقود الاركان العامة. ومع ذلك، فإن الفصل بين الجيش والطيران المدني لم يكتمل وكان مجزأ. تركت بعض أجزاء من الجناح العسكري تحت سيطرة المفتش الجوي العام المشير ((بالألمانية: Generalfeldmarschall)‏ ارهارد ميلش. هذه كانت
- الفرع المركزي
- المكتب الجوي العام
- جميع المفتشين [2]

كانت أسباب إنشاء هذا التشكيل في المقام الأول تقويض ميلش، الذي كان يحظى باهتمام إيجابي من الحزب. ومع ذلك، في وقت لاحق من العام وأوائل العام المقبل، غير عورينج مرة أخرى الهيكل التنظيمي عن طريق إزالة ثلاثة مكاتب من ميلش والسيطرة على الأركان العامة. أحضر تحت سيطرته المباشرة الخاصة. هذه كانت
- مكتب شؤون الموظفين - تحت جنرال مايجور روبرت فون غريم
- الدفاع الجوي - تحت قيادة الجنرال دير فلاكارتيليري غونتر رودل
- المكتب الفني - تحت قيادة اللواء إرنست أوديت

هذا التغيير جعل هذه المكاتب مراكز ثوة إضافية في أوبركوماندو دير لوفتفافه مما أدى إلى زيادة تفتيت تنظيم وزارة طيران الرايخالأعلى. شلت أيضا المجالات الوظيفية الهامة. 

## التنظيم
من أجل الاستعداد للحرب الأوروبية باعتبارها الذراع الجوي لقوات الفيرماخت المسلحة بألمانيا النازية، احتاجت لوفتفافه إلى قيادة عالية تعادل الجيش (القيادة العليا للجيوش الألمانية OKH) أو البحرية (أوبركماندو دير مارينه OKM). وهكذا في 5 فبراير 1935، قيادة القوات الجوية ((بالألمانية: Oberkommando der Luftwaffe)‏ تم إنشاء أوبركوماندو دير لوفتفافه) ثم في عام 1939، تمت إعادة تنظيم لوفتفافه مرة أخرى. الفضل في تشكيل القيادة العليا للقوات الجوية الحقيقية ((بالألمانية: Oberkommando der Luftwaffe)‏ OKL) يذهب إلى الجنرال دير فليغر غونتر كورتين قائد الأسطول الجوي 1 ((بالألمانية: لوفتفلوت 1))‏ ورئيس عملياته الجنرال دير فليغر كارل كولر. قام كلاهما بحملة لإخراج أمر من وزارة طيران الرايخ التي تضم كليًا غورينغ. كان القصد من ذلك هو وضع لوفتفافه على أساس حقيقي في زمن الحرب، من خلال تجميع جميع الأجزاء العسكرية الأساسية من الحركة الملكية في قيادة واحدة. وشملت الفروع التالية.  
- هيئة الأركان العامة
- طاقم عملياتي
- كل مفتشية الأسلحة
- فرع كوارترز
- خدمة الإشارات [1]

ظلت مجالات أخرى مثل التدريب والإدارة والدفاع المدني والتصميم الفني تحت سيطرة وزارة طيران الرايخ. أثبتت المنظمة الجديدة أنها أكثر كفاءة واستمرت حتى نهاية الحرب. 
أوبركوماندو دير لوفتفافه مثل أوبركماندو دير فيرماخت أو أوبركماندو دير مارينه أرتبطت مع القيادة العليا العليا للقوات المسلحة (OKW). كانت OKW مسؤولة أمام هتلر عن قيادة العملية للفروع الثلاثة للقوات المسلحة. تم تقسيم OKL إلى الأمام Echelon ((بالألمانية: 1. Staffel)‏ Staffel) والقيادة الخلفية ((بالألمانية: 2. Staffel)‏ Staffel). تحرك المستوى الأمامي مع مسرح العمليات بينما بقيت القيادة الخلفية حصريًا تقريبًا في برلين.  

### رؤساء أوبركوماندو دير لوفتفافه والقائد العام للوفتفافه
| No. |                | Commander-in-chief                              | Took office   | Left office   | Time in office    |
| --- | -------------- | ----------------------------------------------- | ------------- | ------------- | ----------------- |
| 1   | هيرمان غورينغ  | Reichsmarschall هيرمان غورينغ (1893–1946)       | 1 March 1935  | 24 April 1945 | 10 سنوات و54 أيام |
| 2   | روبرت فون غريم | Generalfeldmarschall روبرت فون غريم (1892–1945) | 29 April 1945 | 8 May 1945    | 9 أيام            |

### رؤساء الأركان العامة في أوبركوماندو دير لوفتفافه

علم لرئيس هيئة الأركان العامة في أوبركوماندو دير لوفتفافه

| No. |                   | Chief of the OKL General Staff                           | Took office      | Left office      | Time in office    |
| --- | ----------------- | -------------------------------------------------------- | ---------------- | ---------------- | ----------------- |
| 1   | والتر فيفر        | General der Flieger والتر فيفر (1887–1936)               | 1 March 1935     | 3 June 1936 †    | 1 سنة و94 أيام    |
| 2   | ألبرت كسلرنغ      | General der Flieger ألبرت كسلرنغ (1885–1960)             | 5 June 1936      | 31 May 1937      | 360 أيام          |
| 3   | هانز يورغن ستومبف | General der Flieger هانز يورغن ستومبف (1889–1968)        | 1 June 1937      | 31 January 1939  | 1 سنة و244 أيام   |
| 4   | هانز جيشونيك      | Generaloberst هانز جيشونيك (1899–1943)                   | 1 February 1939  | 18 August 1943 † | 4 سنوات و198 أيام |
| 5   | Günther Korten    | General der Flieger Günther Korten (1898–1944)           | 25 August 1943   | 22 July 1944 †   | 332 أيام          |
| -   | Werner Kreipe     | General der Flieger Werner Kreipe (1904–1967) Acting     | 2 August 1944    | 28 October 1944  | 87 أيام           |
| 6   | كارل كولر         | General der Flieger كارل كولر (1898–1951)                | 12 November 1944 | 8 May 1945       | 177 أيام          |
| -   | هانز يورغن ستومبف | General der Flieger هانز يورغن ستومبف (1889–1968) Acting | 8 May 1945       | 23 May 1945      | 15 أيام           |

### اقتباسات
1. 1 2 3 4  Caldwell & Muller (2007), pp.144–145
2. 1 2  Mitcham (2007), pp.21–22
3. 1 2  United States War Dept., (1995) p. 15
4. ↑  Lepage (2009), pp.16–17
5. ↑  Mitcham (2007), p. 24